# Matthias Rejsek

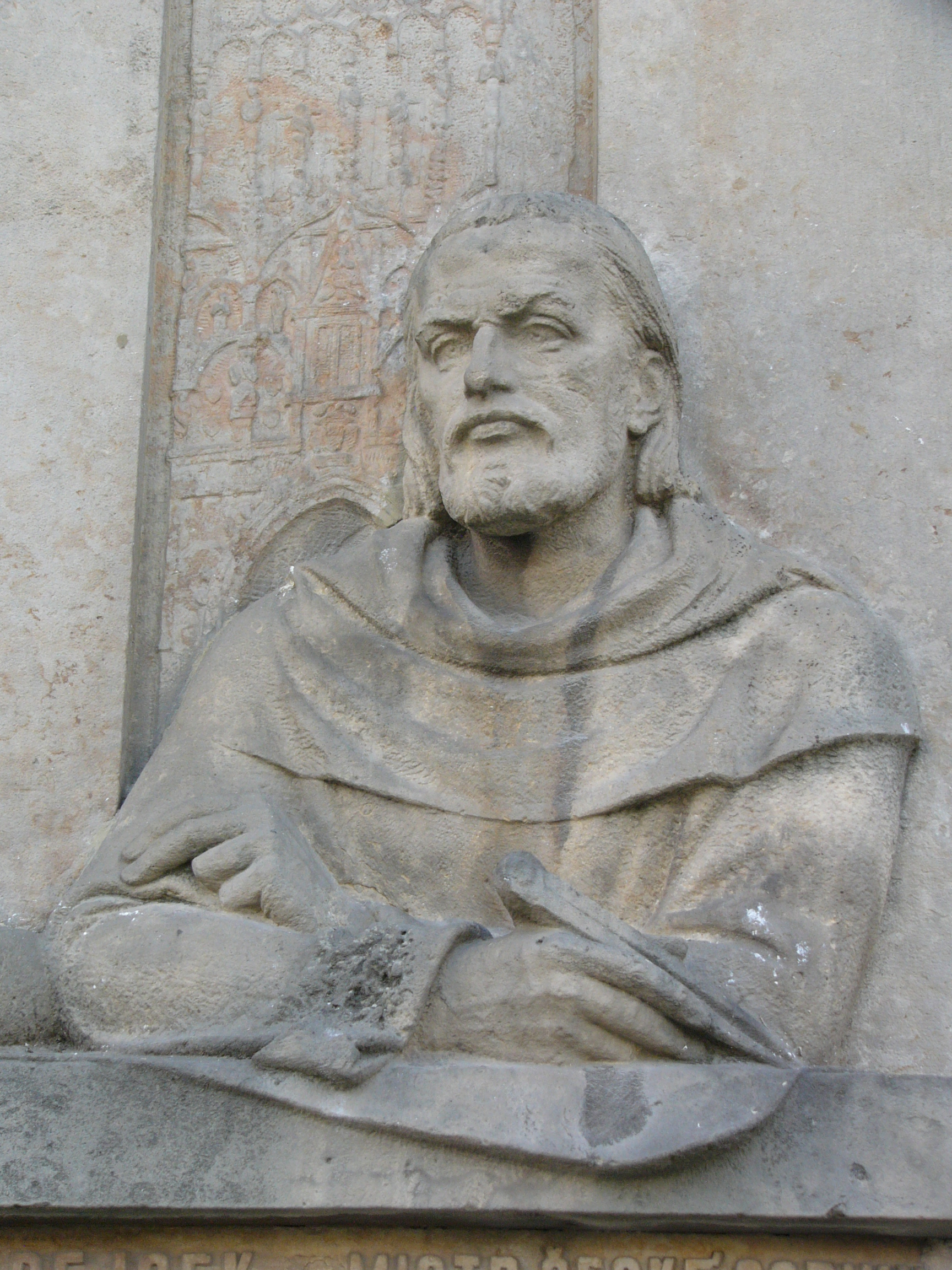
Gedenktafel für Matthias Rejsek am Rathaus in Prostějov.

Matthias Rejsek oder auch Matěj Rejsek (* um 1445 in Prostějov; † 1. Juli 1506 in Kutná Hora) war ein tschechischer Steinmetz, Bildhauer, Baumeister und Architekt der Spätgotik in Böhmen.

## Leben

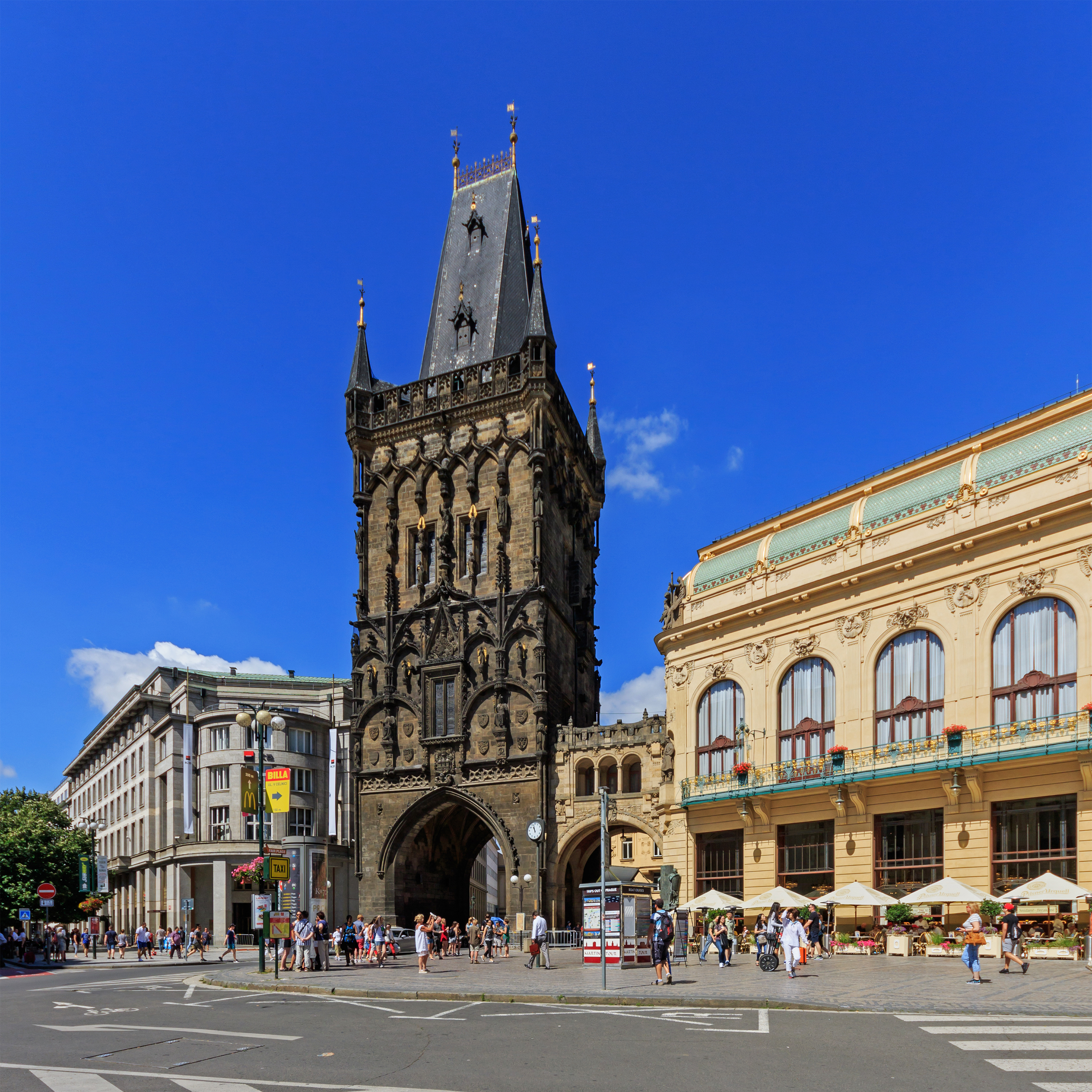
Prager Pulverturm

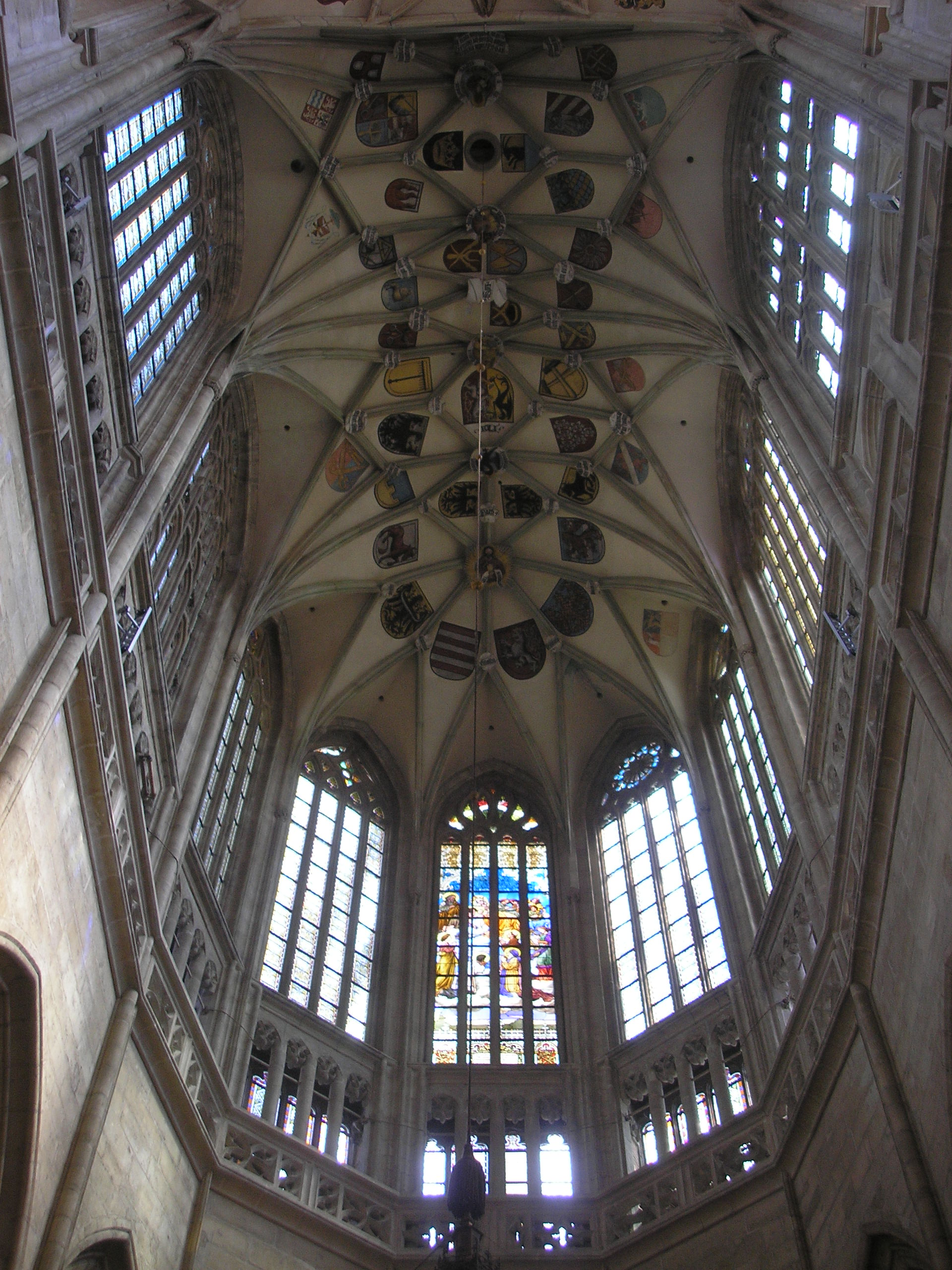
Chor des Doms der heiligen Barbara in Kutná Hora (Kuttenberg).

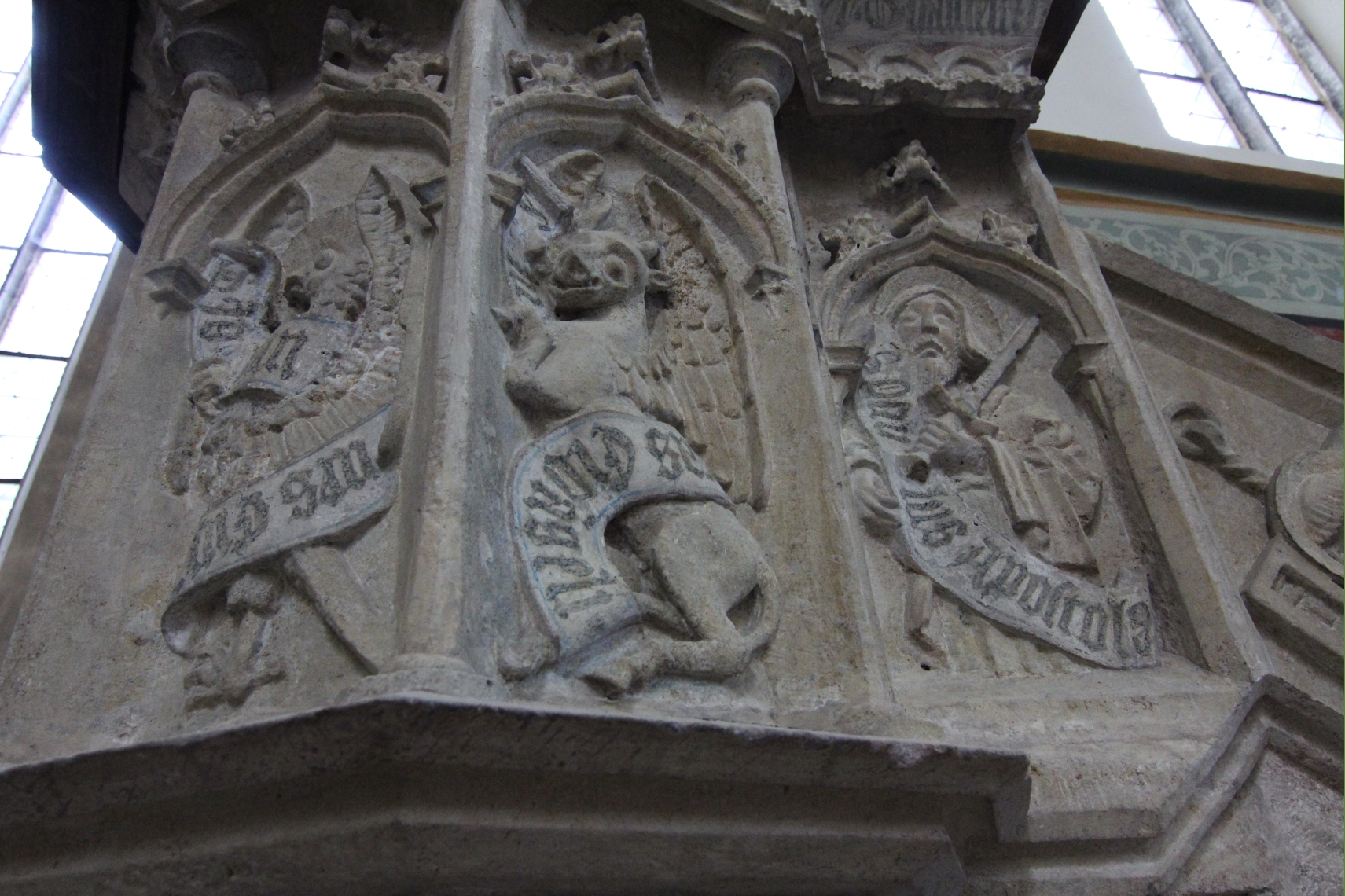
Kanzel in der Kirche in Kaňk (Kutná Hora).

Matthias Rejsek wurde vor 1450 in Prostějov geboren (wahrscheinlich in der mährischen Stadt Prostějov, deutsch Proßnitz; das böhmische Dorf Prostějov kommt aber auch in Frage). Er ging nach Prag, um an der Prager Universität zu studieren. 1469 beendete er sein Studium als Bakkalaureus und wurde Rektor an der Schule der Teynkirche in der Prager Altstadt.
Den Lehrberuf an der Teynschule gab Matthias Rejsek auf, wurde 1478 Mitglied der Prager Steinmetzzeche, nahm in Prag Bauaufträge an. und errichtete zahlreiche kleinere Bauten an Kirchen und Bürgerhäusern. Geschätzt wurden besonders seine dekorativen Arbeiten. Eines seiner berühmtesten Werke ist der Prager Pulverturm, der als Repräsentationstor der Altstadt nach dem Jahre 1475 errichtet wurde und dessen alleiniger Bauführer er ab 1478 war. Sein Werk wurde vom Werk Peter Parlers inspiriert.
Im Jahre 1489 zog Rejsek nach Kutná Hora (deutsch Kuttenberg), wo er am Bau des Doms der heiligen Barbara arbeitete. Rejsek baute den Chor des Domes und 1499 anfertigte er das Netzgewölbe des Chors.
Er starb am 1. Juli 1506 in Kutná Hora oder in Prag und wurde im Dom der heiligen Barbara begraben.

## Werke
- Marmorgrabstein des utraquistischen Bischofs Jan Rokycana in der Teynkirche in Prager Altstadt[4] (1470), das nicht mehr erhalten ist.
- Baldachin aus Stein über dem Grab des italienischen Bischofs Augustin Lucian Mirandola in der Teynkirche[6][4]
- Prager Pulverturm (Prašná brána) in der Prager Altstadt, Mitwirkung 1478–1483[3]
- Obere Teile des Chors und das Gewölbe des Doms der heiligen Barbara in Kutná Hora (1489–1506)[1]
- Kanzel in der Laurenzkirche in Kaňk bei Kutná Hora (1504)[4]
- Kanzel in der Bartolomeuskirche in Rakovník in Mittelböhmen[1] (1504)
- Rathaus in Kutná Hora (nach 1490) – nicht erhalten geblieben[7]

Wahrscheinlich von Matthias Rejsek erstellt:
- Statue von Bruncvík an der Karlsbrücke in der Prager Kleinseite, 1648 beschädigt, seit 1875 im Lapidarium des Nationalmuseums in Prag[1]
- Steinbrunnen in Kutná Hora (1495)[7]